# Xã Lakin, Quận Kearny, Kansas
Xã Lakin (tiếng Anh: Lakin Township) là một xã thuộc quận Kearny, tiểu bang Kansas, Hoa Kỳ. Năm 2010, dân số của xã này là 2.451 người.